# Сузаново
Суза́ново (рос. Сузаново) — село у складі Новосергієвського району Оренбурзької області, Росія.

## Населення
Населення — 735 осіб (2010; 738 у 2002).
Національний склад (станом на 2002 рік):
- росіяни — 74 %